# Battaglia di Roma (69)
La battaglia di Roma fu un episodio dell'Anno dei quattro imperatori (Galba, Otone, Vitellio e Vespasiano). Si tratta proprio dell'ultima battaglia significativa di questa guerra, e si concluse con l'occupazione di Roma da parte dei Flaviani, cioè di coloro che erano dalla parte di Tito Flavio Vespasiano, che, nel frattempo, era in Egitto. Pare che siano morte in questa battaglia 50 000 persone.

## Contesto storico
Nella fase finale della Guerra civile romana degli anni 68-69, parte dell'esercito di Vespasiano, dopo aver convinto alla resa le truppe Vitelliane presso Narni, celebrava i Saturnali ad Otricoli, poiché Antonio Primo, che la comandava, aveva intenzione di attendere l'arrivo di Muciano. Mandò però avanti Quinto Petilio Ceriale con 1000 cavalieri per raggiungere velocemente Roma per la via Salaria.
Antonio, informato dell'assedio del Campidoglio, arrivò sulla via Flaminia a 9 miglia da Roma, e qui venne a conoscenza della morte di Flavio Sabino e dell'incendio del tempio, mentre la plebe e gli schiavi si armavano in favore di Vitellio. Petilio Ceriale era poi stato sconfitto in uno scontro di cavalleria: mentre accorreva senza precauzioni, fu affrontato da fanti e cavalieri frammisti, in una zona non lontana dalla città, fra case e viottoli sconosciuti ai Flaviani ma ben noti ai loro nemici. La sua sconfitta derivò anche dal fatto che nello squadrone erano presenti cavalieri che si erano appena arresi a Narni, e che quindi ora osservavano le sorti dei due schieramenti. Dopo la cattura di un prefetto di cavalleria, gli altri fuggirono, e furono inseguiti non oltre Fidene.

## Antefatti
Antonio, posto il campo presso Ponte Milvio, convocò in assemblea le legioni, per convincerle a rimandare al giorno successivo l'entrata a Roma, non volendo che i soldati nella furia si dessero ad ogni genere di empia azione; tuttavia questi, sospettando in ogni indugio la compromissione della vittoria e vedendo sulle alture lungo la via Flaminia (i Parioli) le insegne dell'esercito di plebei nemico, non lasciarono spazio a dilazioni.

## Battaglia
L'esercito si divise in tre schiere: una proseguì lungo la via Flaminia, una avanzò lungo la sponda del Tevere, ed una attaccò Porta Collina per la via Salaria. La plebe armata nemica si disperse all'urto della cavalleria, mentre l'esercito Vitelliano si divise anch'esso in tre parti per affrontare i diversi schieramenti nemici. Di fronte alla città vi furono scontri di vario esito, per lo più sfavorevole ai Vitelliani, che avevano comandanti peggiori.
Si trovò in difficoltà solo la parte della fanteria che presso i giardini sallustiani aveva imboccato vie anguste e sdrucciolevoli, attaccando la città sul lato nord-est in direzione di Porta Collina, mentre la cavalleria aggirava la posizione spingendosi verso la valle direttamente sulla porta con l'intenzione di ricongiungersi poi con la fanteria se si fosse trovata in difficoltà. Così fu, infatti, in piedi sopra i muri di cinta dei giardini, i Vitelliani respinsero la fanteria con dardi e sassi fino al tramonto, quando furono circondati dalla cavalleria che aveva frattanto forzato Porta Collina.
Anche presso il Campo Marzio la battaglia infervorava, con i Flaviani che avevano dalla loro parte la sorte ed il fatto di aver già vinto varie volte, mentre i Vitelliani avevano la forza della disperazione e la tenacia con la quale, se pur respinti, si raccoglievano di nuovo in città.
In città il popolo acclamava un partito o l'altro a seconda di chi vincesse in una zuffa, come se stessero assistendo ad una gara nel circo, e si prendeva la maggior parte del bottino in quanto i soldati erano nel frattempo intenti alla strage. Ricorrendo in quei giorni i Saturnali, il popolo non interruppe il piacere, e continuò le libidini con indifferenza di fronte ai cumuli di cadaveri ed al sangue sparso sulle strade.
L'impresa più dura fu l'espugnazione del Campo Marzio, ultimo baluardo dei più pugnaci. Qui i flaviani, soprattutto i veterani, lottarono con tutti i mezzi escogitati per abbattere le mura: la testuggine, le macchine, le terrazze mobili e materiale incendiario. Se non lo avessero espugnato subito avrebbero dovuto passare la notte in armi, ma i Vitelliani non parevano voler cedere, sebbene impari nel numero e nella fortuna. Alla fine, scardinate le porte, il manipolo dei Vitelliani sopravvissuti fece fronte al nemico, e tutti morirono con onore.

## Conseguenze
A questa battaglia seguì la morte di Vitellio, evento che portò al termine la guerra civile che in quell'anno aveva portata tanta distruzione all'interno dei confini dell'Impero Romano.